# غوس ريفرز
غوس ريفرز هو لاعب هوكي الجليد كندي، ولد في 19 نوفمبر 1909 في وينيبيغ في كندا، وتوفي في 15 أكتوبر 1985.

## وصلات خارجية
- غوس ريفرز على موقع دوري الهوكي الوطني (الإنجليزية)
- غوس ريفرز على موقع قاعة مشاهير الهوكي (لاعب أن.إتش.أل) (الإنجليزية)
- غوس ريفرز على موقع EliteProspects.com (الإنجليزية)
- غوس ريفرز على موقع HockeyDB.com (الإنجليزية)
- غوس ريفرز على موقع Hockey-Reference.com (الإنجليزية)